# Pitàgores d'Esparta
Pitàgores d'Esparta, va ser un almirall mercenari de l'antiga Grècia que va ser contractat per a comandar la primera flota del Cirus el Jove durant la campanya contra els perses durant l'any 401 aC. Pitàgores va dirigir una flota de 35 trirrems. Una segona flota va ser per Tamos l'egipci que constava de 25 trirrems.
Pitàgores ésmanifest que era Lacedemoni, però no se sap si era directament d'Esparta.